# ブラキウリン
ブラキウリン(Brachyurin、EC 3.4.21.32)は、酵素である。この酵素は、幅広い特異性でペプチド結合を加水分解する反応を触媒する。コラーゲンは、N末端から75%の長さで切断される。
この酵素は、シオマネキの仲間であるUca pugilatorの中腸腺から単離された。